# Thalictrum virgatum
Thalictrum virgatum là một loài thực vật có hoa trong họ Mao lương. Loài này được Hook. f. & Thomson miêu tả khoa học đầu tiên năm 1855.